# Masaru Hashiguchi
Masaru Hashiguchi (jap. 橋口 勝, Hashiguchi Masaru; * 21. Mai 1974 in der Präfektur Hyōgo) ist ein ehemaliger japanischer Fußballspieler.

## Karriere
Hashiguchi erlernte das Fußballspielen in der Schulmannschaft der Daisho Gakuen High School und der Universitätsmannschaft der Hannan-Universität. Seinen ersten Vertrag unterschrieb er 1997 bei den Cerezo Osaka. Der Verein spielte in der höchsten Liga des Landes, der J1 League. Für den Verein absolvierte er 25 Erstligaspiele. 2000 wechselte er zum Ligakonkurrenten Avispa Fukuoka. Ende 2000 beendete er seine Karriere als Fußballspieler.